# Пространство Урысона
Пространство Урысона — метрическое пространство, универсальное в определённом смысле.
Обычно обозначается {\displaystyle \mathbb {U} }.

## Определение
Пространство Урысона — полное сепарабельное метрическое пространство {\displaystyle \mathbb {U} }, обладающее следующими двумя свойствами:
- Универсальность: любое конечное метрическое пространство изометрично некоторому подмножеству {\displaystyle \mathbb {U} }.
- Конечная однородность: для любых двух конечных изометричных его подмножеств {\displaystyle Y_{1},Y_{2}\subset \mathbb {U} } любая изометрия между ними продолжается до глобальной изометрии {\displaystyle \mathbb {U} }.

### Замечание
- Эквивалентно, пространство Урысона можно определить как полное сепарабельное метрическое пространство {\displaystyle \mathbb {U} }, обладающее свойством продолжения; то есть любое изометрическое отображение {\displaystyle A\to \mathbb {U} } из подмножества {\displaystyle A} конечного метрического пространства {\displaystyle F} можно продолжить до изометрического отображения {\displaystyle F\to \mathbb {U} }.

## Свойства
- Пространство Урысона {\displaystyle \mathbb {U} } существует и единственно с точностью до изометрии.

- Пространство Урысона {\displaystyle \mathbb {U} } является компактно однородным. То есть любое изометрическое отображение компактного подмножества {\displaystyle K\subset \mathbb {U} } в {\displaystyle U} можно продолжить до изометрии {\displaystyle \mathbb {U} }.

- Пространство Урысона {\displaystyle \mathbb {U} } гомеоморфно произведению счётного числа вещественных прямых.[1]

- При некоторой естественной процедуре порождения случайного полного сепарабельного метрического пространства получающееся пространство почти наверное оказывается изометричным пространству Урысона.
  - Это свойство аналогично основному свойству графу Радо — Эрдеша — Реньи.

## История
Морис Фреше доказал, что пространство {\displaystyle \ell ^{\infty }} универсально, то есть включает в себя изометрическую копию любого сепарабельного метрического пространства.
Однако, в отличие от пространстве Урысона, {\displaystyle \ell ^{\infty }} не является ни конечно-однородным, ни сепарабельным.
Он поставил вопрос о существовании сепарабельного пространства, обладающего этим свойством.
Такое пространство было построено Павлом Самуиловичем Урысоном.
На поставленный Урысоном вопрос о существовании неполного универсального конечно-однородного пространства дал положительный ответ Мирослав Катетов.
В той же статье дано слегка упрощённое построение пространства Урысона.